# Berta dei Merovingi
Berta conosciuta come santa Berta del Kent (prima del 560 – Canterbury, prima del 616) era una principessa dei Franchi Sali che fu regina del Kent tra il 580 circa e la sua morte, quale moglie di Etelberto del Kent.

## Biografia
Era la figlia del re dei Franchi Sali di Neustria, Aquitania e Guascogna, della dinastia merovingia, Cariberto I e secondo il vescovo Gregorio di Tours (536 – 597) della sua prima moglie, Ingoberga (circa 520-589), della quale non si conoscono gli ascendenti.
Secondo Gregorio di Tours, Berta fu la moglie del re pagano Etelberto del Kent. Anche il monaco Beda il Venerabile (672 circa – 25 maggio 735), nella sua Historia ecclesiastica gentis Anglorum ci conferma che Berta andò in sposa al pagano re del Kent, accompagnata dal vescovo Liudardo, con la condizione che potesse continuare a professare la religione cristiana.
Beda ci dice inoltre che nel contempo era giunto in Britannia, Agostino di Canterbury, inviato dal papa Gregorio Magno, che iniziò la conversione delle popolazioni anglosassoni
Berta si prodigò per convertire il marito al cristianesimo e alla fine, per merito soprattutto di Agostino, Etelberto ed i sassoni si convertirono, verso la fine del VI secolo,
Di Berta non si conosce l'anno esatto in cui morì, ma secondo Beda, morì prima del marito che fu sepolto accanto a lei, nel portico di san Martino, nella chiesa dei Santi Pietro e Paolo a Canterbury.
Memoria liturgica di Santa Berta del Kent: il 1º maggio da parte della chiesa cattolica e della comunione anglicana.

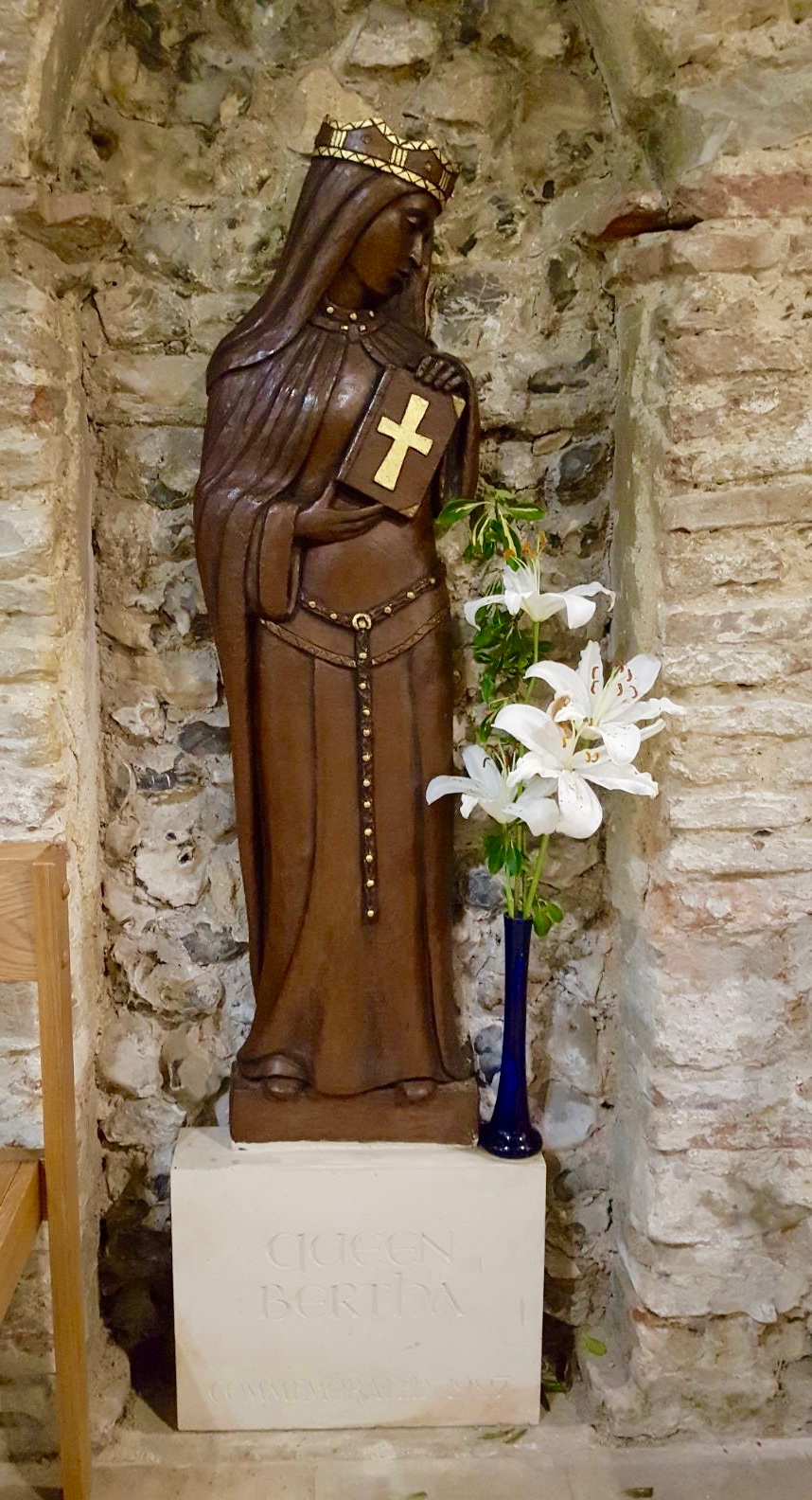
Statua lignea di Santa Berta (Chiesa di San Martin a Canterbury)

## Figli
Berta ed Etelberto ebbero due figli:
- Etelburga (circa 590- dopo il 633), che fu la seconda moglie del re di Northumbria, Edwin di Deira e che divenne anch'essa santa;
- Eadbaldo (?- 20 gennaio 640), che successe al padre sul trono del Kent.

### Fonti primarie
- (LA)  Gregorio di Tours, Historia Francorum Testo disponibile su Wikisource.
- (LA)  Beda il Venerabile, Historia ecclesiastica gentis Anglorum Testo disponibile su Wikisource.

### Letteratura storiografica
- L.M. Hartmann e W.H. Hutton, L'Italia e l'Africa imperiali: amministrazione. Gregorio Magno, in Storia del mondo medievale, Cambridge, Cambridge University Press, 1999,  pp. 810-853.